# Trina (rapper)
Trina, pseudonimo di Katrina Laverne Taylor (Miami, 3 dicembre 1978), è una rapper e personaggio televisivo statunitense. Originaria di Miami ha iniziato la sua carriera nel 1998 debuttando nel singolo Nann Nigga assieme a Trick Daddy. XXL l'ha definita "la più consistente rapper femminile di tutti i tempi". Nel 2014, Trina è stata inclusa nella lista delle "31 rapper femminili che hanno cambiato l'hip hop" di Billboard.

## Biografia
Trina è cresciuta a Liberty City. Sua madre è originaria delle Bahamas, mentre il padre è originario della Repubblica Dominicana. Si separarono durante l'infanzia della piccola Katrina, che frequentò la Miami Northwestern High School, dove si distinse come majorette. Terminò gli studi e si diplomò nel 1992, dopodiché lavorò negli uffici della compagnia telefonica AT&T, mentre studiava per diventare un'agente immobiliare.

## Carriera

### 1998-2000: La notorietà eDa Baddest Bitch
Il rapper di Miami Trick Daddy contattò Trina nel 1998 per inserirla nella sua canzone intitolata Nann Nigga. In seguito, il pezzo fu estratto come primo singolo dal secondo album del rapper, intitolato www.thug.com. Il brano riscosse successo, raggiungendo la posizione numero 62 della Billboard Hot 100 e la posizione numero 3 della classifica rap statunitense. Grazie al singolo, Trina raggiunse la notorietà e firmò un contratto discografico con l'etichetta Slip-n-Slide Records, distribuita dall'Atlantic Records. In seguito, iniziò a lavorare al suo primo album in studio.
Il disco di debutto, Da Baddest Bitch, fu distribuito il 7 marzo del 2000. L'album debuttò alla posizione numero 17 della Billboard 200, vendendo circa 60 000 copie solo nella prima settimana e certificandosi disco d'oro negli Stati Uniti nel novembre di quell'anno.

### 2001-2003:Diamond Princess
Nel 2001 Trina iniziò a lavorare al suo secondo album con Missy Elliott. Nello stesso periodo diede vita alla sua etichetta discografica chiamata Diva Enterprises. Nel settembre del 2002 firmò con l'artista di soli 9 anni Lil' Brianna, oggi conosciuta come Brianna Perry.
Il 27 agosto 2002 Trina pubblicò il suo secondo album in studio, Diamond Princess. Il disco entrò in classifica in quattordicesima posizione, raggiungendo la numero 5 nella classifica R&B e vendendo circa 77 000 copie nella sua prima settimana. L'album fu preceduto dal singolo in collaborazione con Rick Ross Told Y'all che si classificò 64° nella classifica R&B/Hip-Hop statunitense e apparve nel film d'azione All About the Benjamins. Il secondo singolo estratto dall'album fu No Panties in collaborazione con Tweet che raggiunse la posizione numero 45 nella classifica del Regno Unito. Mentre il terzo e l'ultimo singolo fu B R Right featuring Ludacris che debuttò alla posizione numero 83 della Hot 100.

### 2004-2005:Glamorest Life
Il terzo album della rapper di Miami, Glamorest Life, uscì negli Stati Uniti il 4 ottobre del 2005. Il disco debuttò all'undicesima posizione della Billboard 200 e alla posizione numero 2 sia della classifica R&B sia di quella Rap. Nella sua prima settimana di vendita, il disco vendette quasi 77 000 copie.
L'album fu preceduto dal singolo estratto Don't Trip, in collaborazione con Lil Wayne, pubblicato il 28 aprile 2005. Il brano non debuttò in nessuna classifica. Diverso fu il destino del secondo singolo estratto dal disco, Here We Go, che vede la partecipazione dell'ex Destiny's Child, Kelly Rowland. Il singolo raggiunse la Top 20 di diverse classifiche. Il singolo è stato certificato disco d'oro negli Stati Uniti nel giugno 2006. Il terzo ed ultimo singolo estratto dall'album è Da Club in collaborazione con il rapper statunitense Mannie Fresh, pubblicato il 22 novembre 2005.

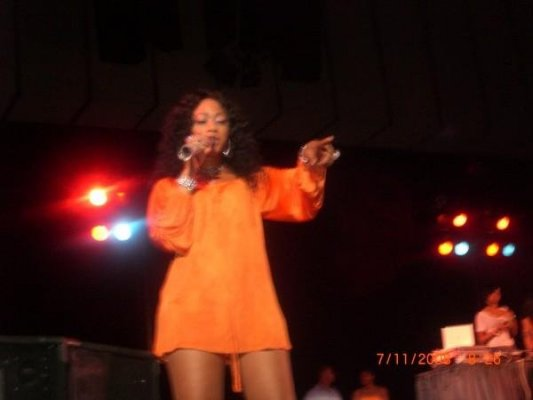
Trina durante un concerto nel 2008

### 2007-2010:Still Da Baddest
Il 18 maggio 2007, venne annunciato che Trina aveva lasciato l'Atlantic Records e che aveva firmato per EMI entrando a far parte dell'etichetta discografica Slip-n-Slide Records.
Nel 2007, Trina iniziò a lavorare al suo quarto disco. Nell'attesa della pubblicazione, la cantante pubblicò due mixtape, Rockstarr Royalty e Baddest Chick 2: Reloaded. L'atteso quarto album, Still da Baddest, fu pubblicato il 1º aprile del 2008. Il disco raggiunse la posizione numero 6 della Billboard 200 e la vetta delle classifiche R&B e Rap. La prima settimana l'album vendette 47 000 copie e fino ad oggi, ne ha vendute circa 400.000. Still da Baddest fu preceduto dal singolo Single Again, che riscosse un tiepido successo, raggiungendo la posizione 59 nella classifica R&B/Hip-Hop. Il secondo singolo, I Got a Thang for You, con la partecipazione di Keyshia Cole, non ebbe un destino migliore debuttando nella parte bassa della classifica R&B statunitense. Il terzo e ultimo singolo estratto, Look Back at Me in collaborazione con KIller Mike, raggiunse la prima posizione nella classifica danese.

### 2009-2010:Amazin'
Amazin' venne pubblicato il 4 maggio 2010. Grazie a questo disco, Trina divenne l'unica rapper, oltre a Missy Elliott, ad aver pubblicato cinque album in studio. Il disco ottenne ottime recensioni e sfiorò le 300 000 copie vendute di cui 32.000 la prima settimana.
That's My Attitude, il primo singolo estratto dall'album, fu distribuito nell'ottobre del 2009, senza riuscire ad entrare in classifica. L'album fu preceduto anche dal singolo Million Dollar Girl, che vede la partecipazione di Keri Hilson e Diddy. La canzone ha riscosso un buon successo, grazie anche al video musicale che accompagna il pezzo. Il terzo singolo è Always con la partecipazione della cantante statunitense Monica, che venne pubblicato il 20 aprile 2010 e l'ultimo è White Girl con Flo Rida e Git Fresh reso disponibile il 29 giugno dello stesso anno.
Inoltre, nei primi mesi del 2010, Trina pubblicò un altro mixtape. 

### 2011-2016: le pubblicazioni indipendenti e il nuovo contratto discografico
In preparazione per il suo sesto album in studio, Trina pubblicò un mixtape dal titolo Diamonds Are Forever, il 28 marzo 2011. Prima della pubblicazione completa, Trina rese disponibili tre singoli estratti dal mixtape, che includono Ghetto con T-Pain, Waist So Skinny, con Rick Ross, e Can I con Mýa. Il mixtape ottenne successo, ricevendo 4,8 milioni di ascolti in due giorni.
Il 9 novembre 2011, Trina annunciò su MTV RAPFIX Live che aveva rescisso il contratto con la casa discografica Slip-n-Slide Records, l'etichetta con cui aveva lavorato dell'inizio della carriera. Per un lungo periodo pubblicò, quindi, molti progetti autoprodotti e indipendenti.
Il 3 dicembre 2012 pubblicò il mixtape Back 2 Business tramite iTunes preceduto dai singoli Beam con la partecipazione dei rapper Gunplay e Iceberg e Bad Bitch in collaborazione con Lola Monroe e Shawnna.
Il 9 marzo 2015 Trina rivelò di aver firmato un'importante contratto con la Penalty Entertainment. Pochi giorni prima pubblicò il singolo promozionale Real One in collaborazione con il rapper Rico Love, che sarebbe stato come affermato dalla rapper, il produttore esecutivo del sesto album in studio in arrivo. Il 29 ottobre dello stesso anno il disc jockey Wolfagang Gartner annunciò che il suo singolo Turn Up in collaborazione con Trina, sarebbe divenuto la colonna sonora del videogioco Need For Speed. Il 13 novembre Trina pubblicò il singolo Fuck Boy assieme ad un remix di Perfect dei One Direction.
Il 21 marzo 2016, il giorno del 16º anniversario dell'album di debutto Da Baddest Bitch, Trina pubblicò il singolo Overnight in cui rappa degli alti e i bassi della sua carriera, inclusi i problemi con la legge, problemi e divergenze con case discografiche e il fatto di venire spesso sottovalutata nel contesto musicale. Il 1º aprile realizzò il singolo Forget That assieme a Steph Lecor per il film horror Meet the Blacks. L'11 luglio partecipò al tributo in onore di Missy Elliott di VH1: Hip Hop Honors: All Hail The Queens.
Il 3 dicembre dello stesso anno Trina celebrò il suo 38º compleanno rivelando l'uscita di un EP a sorpresa intitolato Dynasty 6, che fece ascoltare ad un evento il giorno stesso in anteprima.

### 2017-presente:The OneeLove & Hip Hop
Il 25 agosto 2017, venne annunciato ufficialmente che Trina e il collega Trick Daddy avrebbero preso parte all'edizione del reality franchise Love & Hip Hop: Miami, andato in onda il 1º gennaio 2018 su VH1.
Il 21 giugno 2019 ha pubblicato il suo sesto album in studio The One che vede collaborazioni di artisti come DJ Khaled, 2 Chainz, Nicki Minaj, Plies e Lil Wayne.

## Vita privata
Trina ha avuto una relazione saltuaria con il rapper Lil Wayne tra il 2005 e il 2007. Nel 2006 rimase incinta ma poco più tardi perse il bimbo a causa di aborto spontaneo. Trina ha avuto anche una relazione con il giocatore di basket Kenyon Martin dal 2007 al 2010. Dal 2012 al 2014 la rapper ha frequentato il collega French Montana. La cantante si è inoltre dichiarata bisessuale nel 2018.

### Filantropia
Trina si impegna attivamente nelle attività non-profit. Ha fondato la Diamond Doll Foundation, un'organizzazione che aiuta le ragazze giovani in difficoltà.

## Discografia

### Album in studio
- 2000 – Da Baddest Bitch
- 2002 – Diamond Princess
- 2005 – Glamorest Life
- 2008 – Still da Baddest
- 2010 – Amazin'
- 2019 – The One

### EP
- 2014 – Incredible
- 2015 – Trina EP
- 2016 – Dynasty 6
- 2018 – Blue Magic

### Mixtape
- 2006 – Rockstarr: Da Baddest Bitch Reloaded
- 2008 – Rockstarr Royalty
- 2009 – Millionaire's Girls Club
- 2009 – Best of Both Worlds (con Qwote)
- 2009 – Amazin' (The Mixtape)
- 2009 – Trina Introduces: Victoria Balenciaga
- 2009 – Who's Bad?
- 2009 – Trick-or-Trina
- 2010 – The Definition of a Million Dollar Girl
- 2011 – Diamonds Are Forever
- 2012 – Back 2 Business

### DVD
- 2006 – Trina: Live & Uncut...Sex, Money & Jewels
- 2008 – Still Da Baddest: Diamond Princess

## Filmografia

### Televisione
- A Miami Tail – film TV, regia di Melvin James (2003)
- The Cookout 2 – film TV, regia di Lance Rivera (2011)
- Jack Boyz – film TV, regia di Macc Dundee e Ian Cranston (2019)

## Programmi televisivi
- With Friends Like These – serie TV (2005)
- RapFix Live – 2 episodi (2011,2014)
- Rupaul's Drag Race – episodio 6x06 (2014)
- Love & Hip Hop: Miami – (2018- presente)

## Premi e riconoscimenti
Trina ha ricevuto in totale 10 nomination ai BET Awards, di cui nove per il premio come Miglior artista hip hop femminile e 3 nomination ai Soul Train Music Awards. È stata nominata ad un American Music Award ed è stata candidata a ben 6 premi agli MTV Video Music Awards del 2002, ha vinto un Golden Trailer Award per il suo cameo nel film A Miami Tail. Ha inoltre vinto due ASCAP Awards, due BMI Awards, un Billboard Music Award, un EME Award e un All Star Music Award.